# Djinns: Locuitorii Deșertului
Djinns: Locuitorii Deșertului (cunoscut și ca Stranded) este un film de groază francez din 2010 scris și regizat de Hugues Martin și Sandra Martin. În rolurile principale au interpretat Saïd Taghmaoui, Cyril Raffaelli și Aurélien Wiik. Un grup de militari francezi este atacat de djini în timpul unei misiuni de salvare în Algeria.

## Prezentare
Algeria, 1960. Un grup de parașutiști francezi din Legiunea străină este trimis să caute un avion dispărut în deșert. Protagonistul Michelle (Grégoire Leprens-Renguet) este un tânăr soldat obișnuit care filmează misiunea pe cameră. Epava avionului este localizată rapid, dar nu există supraviețuitori, doar o servietă pe care este ștampilat „secret”. Sunt atacați de soldații inamici ai Armatei de Eliberare Națională. După ce au pierdut doi luptători, se retrag adânc în deșert. În curând începe o furtună de nisip, forțându-i să se oprească, în timpul căreia încep să apară evenimente ciudate, iar echipa pierde un alt luptător (Ballant).
La sfârșitul furtunii, ei merg într-o așezare a felahilor și decid să caute acolo partizanii ascunși. În timpul percheziției, o tânără este ucisă, ceea ce duce la conflicte în grupul de soldați și la și mai multă anxietate în rândul sătenilor. Între timp, Michel reușește accidental să captureze toți partizanii și să-i aducă în așezare.
Interogatoriile partizanilor nu dau rezultate semnificative. Noaptea, așezarea este infiltrată de djinni, care pot fi văzuți doar de Michelle și de o localnică care se consideră vrăjitoare și protectoarea satului. Djinii încep să-i înnebunească pe toți soldații, aducând la viață cele mai interioare temeri ale lor.
În noaptea următoare, majoritatea soldaților își pierd în cele din urmă mințile și încep să se omoare reciproc, doar Michelle, un alt soldat - Malovich și doi partizani rămân în viață. Ulterior, Michel este forțat să rămână cu locuitorii așezării pentru protecția lor, ca urmare a evenimentelor de peste noapte vrăjitoarea moare, iar Malovich trebuie să ducă valiza la destinație. Reușește, dar nimeni nu i-a crezut povestea și nimeni nu a auzit despre așezarea din acea zonă. În final, este dezvăluit că valiza conține ordinul lui de Gaulle de a începe testele nucleare. 

## Distribuție
- Grégoire Leprince-Ringuet⁠(d) - Michel
- Thierry Frémont - Vacard
- Saïd Taghmaoui⁠(d) - Aroui
- Cyril Raffaelli⁠(d) - Louvier
- Aurélien Wiik⁠(d) - Saria
- Stéphane Debac⁠(d) - Durieux
- Matthias Van Khache - Malovitch
- Grégory Quidel - Max
- Emmanuel Bonami - Ballant
- Omar Lotfi - Kamel
- Raouïa Harand - Daouïa
- Stéphan Wojtowicz
- Karim Saidi - soldat
- Pierre Troestler - pilot de avion
- Nicolas Carpentier - agent secret

## Producție
Producția franceză a fost filmată în întregime în Maroc. Nicolas Duvauchelle a fost inițial distribuit în decembrie 2007, dar a fost înlocuit de Saïd Taghmaoui ca Aroui la 20 ianuarie 2009.  A fost regizat după un scenariu de Hugues și soția sa Sandra. Caroline Adrian, Antoine Rein și Fabrice Goldstein au fost producătorii filmului pentru Delante Films.

## Lansare
Djinns a avut premiera în Franța la 11 august 2010. A fost lansat în Marea Britanie în cinematografe ca Stranded la 31 august 2010. Lansarea în SUA este în prezent necunoscută.

## Coloană sonoră
Muzicianul francez de muzică electronică Siegfried Canto a compus coloana sonoră a filmului.